# Burgundská větev rodu Valois

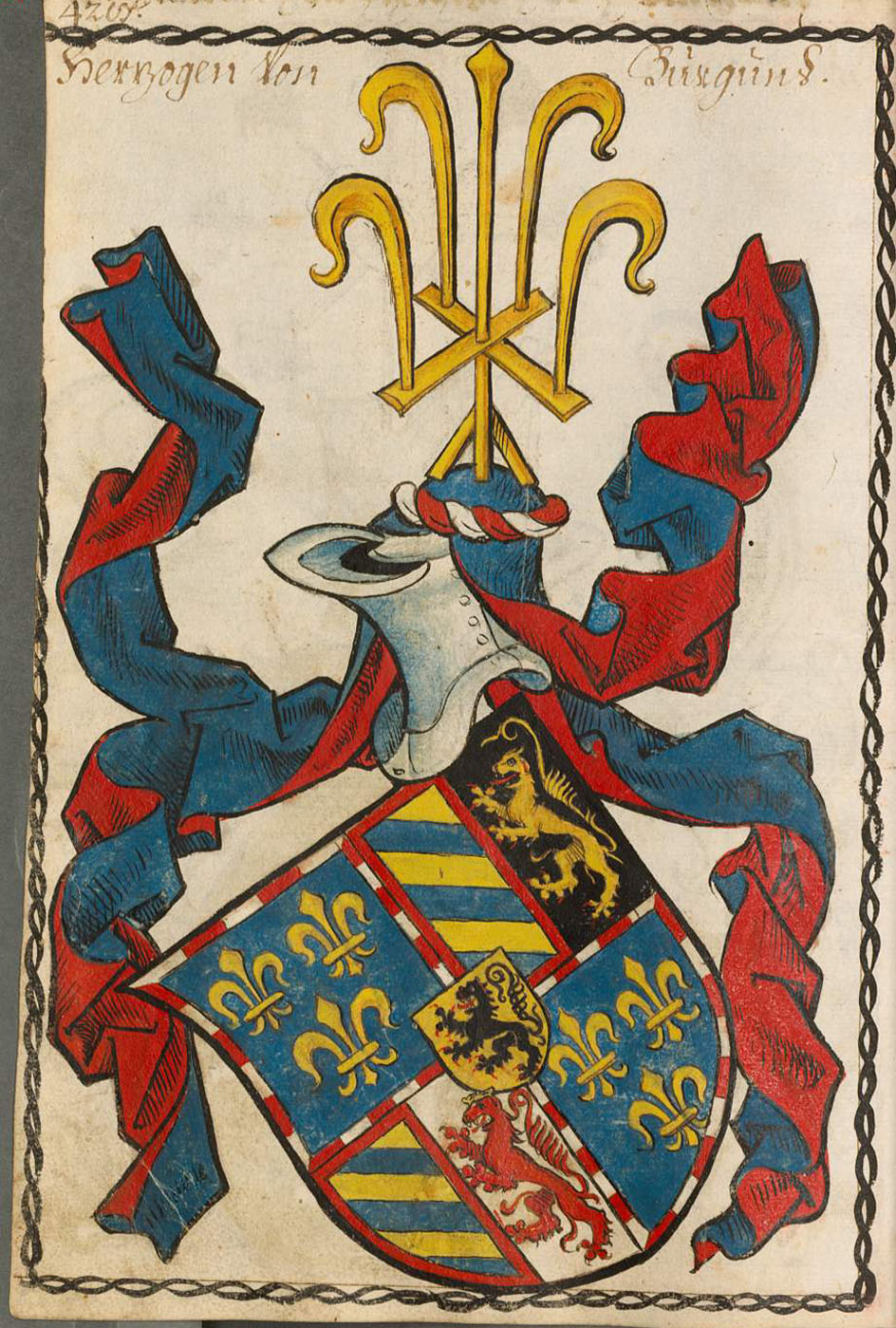
Erb vévodů Filipa Dobrého a Karla Smělého ze Scheiblerovy knihy erbů

Burgundská větev rodu Valois (francouzsky la maison de Valois-Bourgogne) byla větví francouzské královské rodiny Valois, jež v pozdním středověku  pod svou vládou spojila četná území na obou stranách francouzsko-německé hranice do poměrně uzavřeného souboru zemí, Burgundského vévodství. Po určitý čas vévodové z Burgundska patřili k nejmocnějším knížatům Evropy. I když západní část jejich panství byla lénem od francouzských králů a východní od římsko-německých císařů, byli fakticky nezávislými vládci. Pokus o zřízení nezávislého království však selhal smrtí Karla Smělého roku 1477. Ten tak byl posledním burgundským vévodou z rodu Valois a jeho dcerou a dědičkou Marií Burgundskou rod v roce 1482 vymřel. Většinu držav dokázal získat vdovec po Marii Maxmilián I. Habsburský pro svůj rod. 

## Dějiny

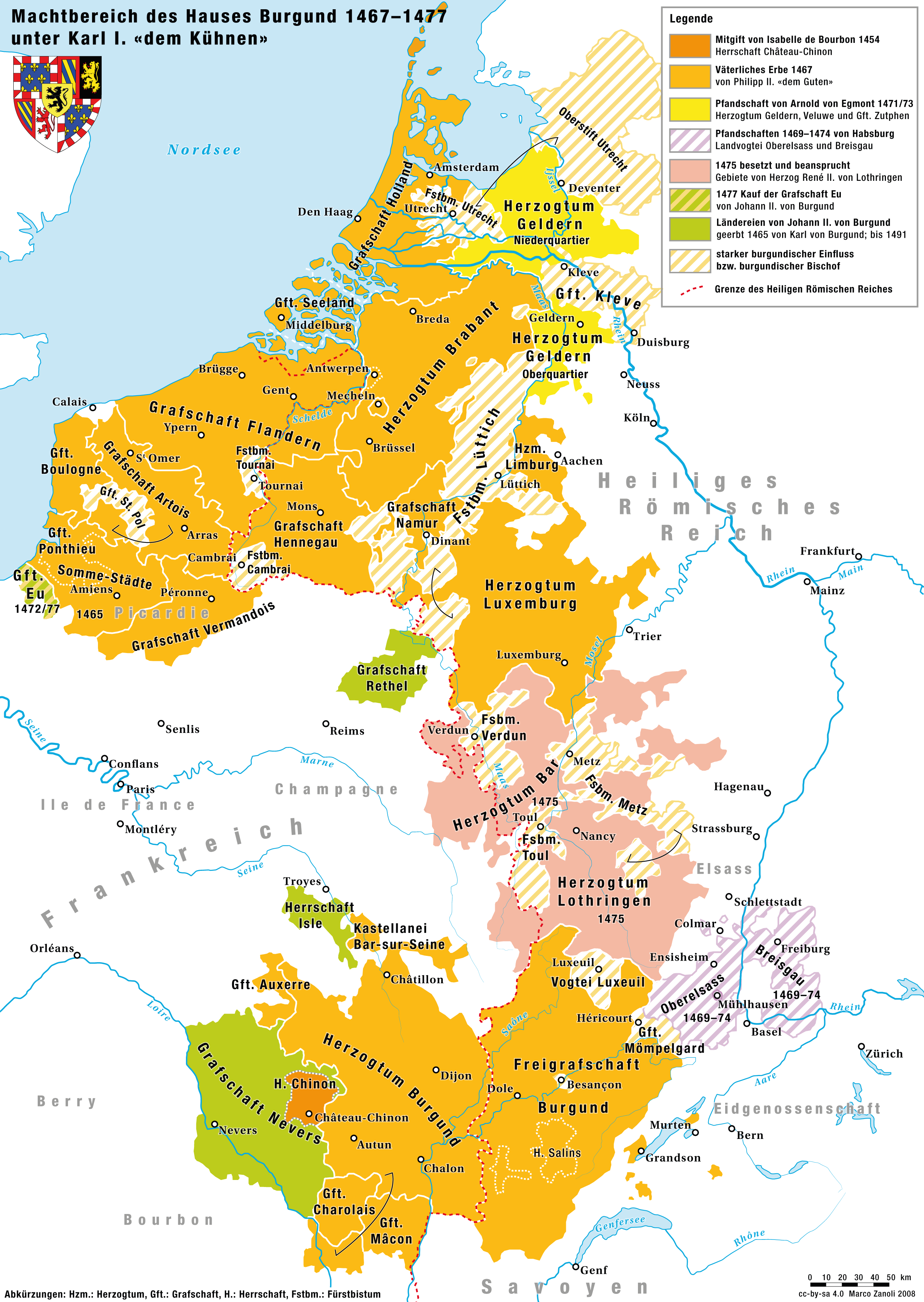
Území pod vládou Karla Smělého

V roce 1363 Filip II. Burgundský dostal Burgundsko jako léno od svého otce, francouzského krále Jana II. Poté získal Franche-Comté a Flandry dědictvím a koupí. Roku 1433 jeho vnuk Filip III. Dobrý připojil dědictví rodu Wittelsbachů na Dolním Rýnu (Holandsko a k němu přidružené Henegavsko a Zeeland) a dědictví Lucemburků, kteří vymřeli v roce 1438 (Lucembursko, Limbursko a především Brabantsko). Poté, co se Filip III. ve stoleté válce v roce 1420 spojil s Angličany smlouvou z Troyes, byl schopen provádět nezávislou mezinárodní politiku. Jeho otec Jan I. se jako hlava strany Bourguignonů neúspěšně pokusil získat vládu nad Francií a selhal kvůli odporu strany Armagnaců. Arraskou smlouvou (1435) Filip získal také Pikardii a Filipova osobní lenní závislost na Francii byla ukončena. To Burgundsku přineslo dočasnou svrchovanost a vévoda se stal evropskou politickou veličinou. Konflikt s rodem Valois však přetrvával i přes formální smíření s králem Karlem VII.
Filipův syn Karel Smělý byl současníky považován za vzor rytíře a často se účastnil válek. Zástavou Předních Rakous Zikmundem Habsburským roku 1469 a získáním Gelderlandu roku 1473 dosáhly burgundské državy svého největšího územního rozsahu. S císařem Fridrichem III. Karel vyjednával povýšení na krále, za což Friedrich žádal ruku Karlovy dcery Marie pro svého syna Maxmiliána. Po neúspěšném obléhání Neusse v roce 1474 Karel konečně souhlasil, avšak kvůli jeho brzké smrti z manželství nakonec těžili Habsburkové. 
Dalším cílem Karla Smělého bylo sjednotit oddělené burgundské Horní země (samotné Burgundsko a Franche-Comté) s Dolními zeměmi, které daly jméno dnešnímu Nizozemsku. V 1475 se pokusil vojensky ovládnout Lotrinsko, aby vytvořit pozemní spojení mezi oběma částmi. To ho přivedlo do konfliktu se Švýcary, a proto vypukly burgundské války. V roce 1477 Karel padl v bitvě u Nancy. Jím rod náhle vymřel po meči a podobně jako v případě Lucemburků získali dědictví Habsburkové. Dědičkou se stala Marie Burgundská, jediná dcera Karla Smělého, která se svým manželem Maxmiliánem I. Habsburským nárokovala burgundské dědictví pro jejich syna Filipa I. Sličného proti francouzskému králi Ludvíku XI., s nímž se střetli roku 1479 v bitvě u Guinegate. Francie z burgundských držav získala vlastní Burgundsko a Pikardii, hlavní město Dijon tak připadlo Francii a vévodské sídlo bylo přesunuto do Bruselu. Díky burgundskému dědictví se Habsburkové pozvedli mezi nejbohatší evropské rody a byli od té doby známí také jako Dům rakouský a burgundský. Začal tím však také jejich dlouhodobý konflikt s Francií. 
U burgundského dvora v Dijonu zažila svůj pozdní vrchol rytířská kultura. Burgundský dvorní ceremoniál, který Habsburkové přivezli do Španělska a od té doby se nazýval španělský dvorní ceremoniál, zůstal vzorem pro všechny absolutistické panovnické dvory v následujících staletích. Umění zažilo rozkvět ve Flandrech, a to zejména malířství, kde bratři van Eyckovi a Rogier van der Weyden našli nové cesty rozvoje malby. 
Insignie burgundských vévodů a Řádu zlatého rouna, který založil Filip III. Dobrý roku 1430, jsou součástí pokladu Hofburgu ve Vídni. 